# ارکومنوس (بویوتیا)
ارکومنوس (به لاتین: Orchomenus) یک منطقهٔ مسکونی در یونان است که در Orchomenos Municipality واقع شده‌است.